# Pjotr Novikov
Pjotr Sergejevitj Novikov (ryska: Пётр Сергеевич Новиков), född 1901, död 1975, var en rysk matematiker och logiker. Han var grundaren av den sovjetiska skolan av matematisk logik. Han arbetade främst med matematisk logik, algoritmteori, mängdteori och gruppteori. Han var professor vid Moskvauniversitetet och medlem av Sovjetunionens Vetenskapsakademi. 
Hans son var Sergej Petrovitj Novikov, matematiker belönad med Fieldsmedaljen.